# Solefald
Solefald (norwegisch für Sonnenuntergang) ist eine norwegische Musikgruppe, die 1995 von Lars Nedland und Cornelius Jakhelln gegründet wurde. Der Stil von Solefald lässt sich als melodischer Black Metal bezeichnen, wobei auch andere Stilrichtungen und experimentelle Klänge in die Musik der Gruppe einfließen. Mit den Alben der so genannten Icelandic Odyssey geht der Stil auch in Richtung Viking Metal. Die Liedtexte sind für gewöhnlich auf Englisch oder Norwegisch verfasst.

## Werdegang
Das Demo von 1995 bot traditionellen Black Metal. Das 1997 erschienene Debütalbum The Linear Scaffold weckte die Aufmerksamkeit der Fachpresse und brachte der Gruppe Kritikerlob ein. Bei der 1998 folgenden Tour, die zusammen mit Tristania und Haggard bestritten wurde, griffen Jakhelln und Nedland erstmals auf weitere Musiker zurück. Diese, teils bekannten, Gastmusiker dienten zunächst der Unterstützung bei Live-Auftritten, wirkten aber auch an weiteren Alben mit.
Das zweite Album Neonism brachte Solefald heftige Kritik aus der Black-Metal-Szene ein, da dieses Album als Satire auf das Genre und dessen enge Grenzen konzipiert war und auf Pop-, Trip-Hop-, Reggae- und Punk-Klänge zurückgriff. Zu dieser Zeit erhielten die Musiker sogar eine Morddrohung aus den USA. Seit 1999 ist Nedland zudem bei Borknagar als Organist und Keyboarder aktiv.
Das Folgealbum Pills Against the Ageless Ills zeigt vor allem Einflüsse aus dem Progressive Metal. Dieses Konzeptalbum handelt von zwei Brüdern namens „Pornographer Cain“ und „Philosopher Fuck“, die auf ihre jeweils eigene Art nach Erlösung suchen. Beim Nachfolger In Harmonia Universali sind erstmals Saxophone und sogar Alphörner zu hören und die Liedtexte sind auf Englisch, Norwegisch, Deutsch und Französisch verfasst.
2005 und 2006 erschienen mit Red for Fire und Black for Death die ersten Teile der Icelandic Odyssey. Diese handelt vor allem von nordisch-germanischer Mythologie und den Wikingern, und bietet experimentellen Viking Metal.
Mit The Circular Drain wurde 2008 eine Zusammenstellung veröffentlicht, die zum einen das Jernlov-Demo und zum anderen Remixe von Liedern früherer Alben enthält.
2010 erschien das Album Norrøn livskunst, welches Solefald erstmals eine Nominierung für den Spellemannpris einbrachte.

## Diskografie
- 1995: Jernlov (Demo, MC, Eigenvertrieb; 2×7"-Vinyl, Avantgarde Music)
- 1997: The Linear Scaffold (Album, CD/MC, Avantgarde Music; CD/LP, Peaceville Records / Snapper Music)
- 1999: Neonism (Album, CD, Avantgarde Music; CD/LP, Peaceville Records / Snapper Music)
- 2001: Pills Against The Ageless Ills (Album, CD, Century Media Records)
- 2003: In Harmonia Universali (Album, CD, Century Media Records)
- 2005: Red For Fire: An Icelandic Odyssey Part 1 (Album, CD, Season of Mist; 2xLP, Back on Black / Let Them Eat Vinyl)
- 2006: Black for Death: An Icelandic Odyssey Part 2 (Album, CD, Season of Mist)
- 2008: The Circular Drain (Kompilation, CD, Inhuman Music)
- 2010: Norrøn livskunst (Album, CD/CDR/2xLP, Indie Recordings)
- 2014: Norrønasongen. Kosmopolis Nord (EP, CD/LP, Indie Recordings)
- 2015: World Metal. Kosmopolis Sud (Album, CD/2xLP, Indie Recordings)
- 2015: Norrønasongen (Boxset, 4xLP+1×12"-Vinyl, Inhuman Music)